# Hawaiian Eye
Hawaiian Eye è una serie televisiva statunitense in 134 episodi trasmessi per la prima volta nel corso di 4 stagioni dal 1959 al 1963.

## Trama
L'nvestigatore privato Tracey Steele e il suo partner hawaiano Tom Lopaka gestiscono la Hawaiian Eye, un'agenzia di investigazione e di sicurezza con sede a Honolulu, alle Hawaii. Il loro principale cliente è l'Hawaiian Village Hotel, che in cambio dei servizi di sicurezza, fornisce una sede all'agenzia nel lussuoso parco privato dell'hotel. I due indagano sui casi che vengono loro proposti e proteggono i clienti anche con l'aiuto della fotografa Cricket Blake, che tra l'altro canta al piano bar dell'hotel, e un tassista suonatore di ukulele, Kim Quisado, che ha "parenti" e conoscenze in tutte le isole. L'ingegnere trasformatosi in detective Greg McKenzie entra a far parte dell'agenzia in seguito come partner a pieno titolo, mentre il direttore dell'hotel Philip Barton dà una mano dopo la partenza di Tracey Steele.

## Personaggi e interpreti

### Personaggi principali
- Cricket Blake (126 episodi, 1959-1963), interpretata da Connie Stevens.
- Tom Lopaka (123 episodi, 1959-1963), interpretato da Robert Conrad.
- Kazuo Kim (123 episodi, 1959-1963), interpretato da Poncie Ponce.
- Tracy Steele (95 episodi, 1959-1963), interpretato da Anthony Eisley.

### Personaggi secondari
- Moke (49 episodi, 1959-1963), interpretato da Douglas Mossman, ufficiale capo della sicurezza della Hawaiian Eye.
- tenente Danny Quon (48 episodi, 1959-1963), interpretato da Mel Prestidge, il principale contatto tra la Hawaiian Eye con il dipartimento di polizia di Honolulu.
- Greg MacKenzie (34 episodi, 1960-1963), interpretato da Grant Williams.
- Philip Barton (26 episodi, 1959-1963), interpretato da Troy Donahue.
- Paul (13 episodi, 1959-1962), interpretato da Andre Philippe.
- Charles Quinford (7 episodi, 1960-1962), interpretato da Robert Colbert.
- Roy Hondine (6 episodi, 1959-1962), interpretato da Rush Williams, editorialista di un importante quotidiano Honolulu.
- Abner Dexter (5 episodi, 1959-1962), interpretato da Robert Lowery.
- Curt Viner (5 episodi, 1960-1962), interpretato da John Van Dreelen.
- Kini (5 episodi, 1959-1960), interpretato da Carolyn Komant.
- Arienne Abbott (5 episodi, 1960-1963), interpretata da Lisa Gaye.
- Alan Marsh (5 episodi, 1960-1962), interpretato da Chad Everett.
- Abby Deering (5 episodi, 1959-1962), interpretata da Paula Raymond.
- Gloria Taggert (4 episodi, 1960-1962), interpretata da Janet Lake.
- Bill Sinclair (4 episodi, 1960-1962), interpretato da Mike Road.
- Allen Forest (4 episodi, 1960-1962), interpretato da Warren Stevens.
- Hiroshi Kawagani (4 episodi, 1960-1961), interpretato da George Takei.
- Stu Bailey (4 episodi, 1959-1962), interpretato da Efrem Zimbalist Jr..
- capitano Chang (4 episodi, 1960-1961), interpretato da James Hong.
- Garage Manager (4 episodi, 1960-1961), interpretato da Robert Kino.
- Comber (4 episodi, 1960-1963), interpretato da Paul Dubov.
- Albert Kawasaki (4 episodi, 1960-1963), interpretato da Leon Lontoc.
- Della Kandinsky (4 episodi, 1959-1963), interpretata da Myrna Fahey.
- Lili (4 episodi, 1960-1963), interpretata da Lisa Lu.
- Joan White (4 episodi, 1960-1961), interpretata da Mary Tyler Moore.
- Dora Grimes (4 episodi, 1960-1963), interpretata da Anita Loo.
- Alex Nelson (4 episodi, 1960-1962), interpretato da Fred Beir.
- Li (4 episodi, 1960-1962), interpretato da Philip Ahn.
- colonnello Hurley Evans (4 episodi, 1961-1962), interpretato da Robert Carson.
- Cozy Neal (4 episodi, 1959-1962), interpretato da H. M. Wynant.
- dottoressa Grace Stanley (4 episodi, 1960-1963), interpretata da Peggy McCay.
- Gloria Burns (4 episodi, 1960-1962), interpretata da Merry Anders.
- Iris Landon (4 episodi, 1961-1962), interpretata da Marie Windsor.
- Sunny Day (4 episodi, 1963), interpretata da Tina Cole, cantante al bar dell'Hotel. Il personaggio fu creato dopo che Connie Stevens temporaneamente aveva lasciato la serie nella quarta stagione per una disputa contrattuale.

## Produzione

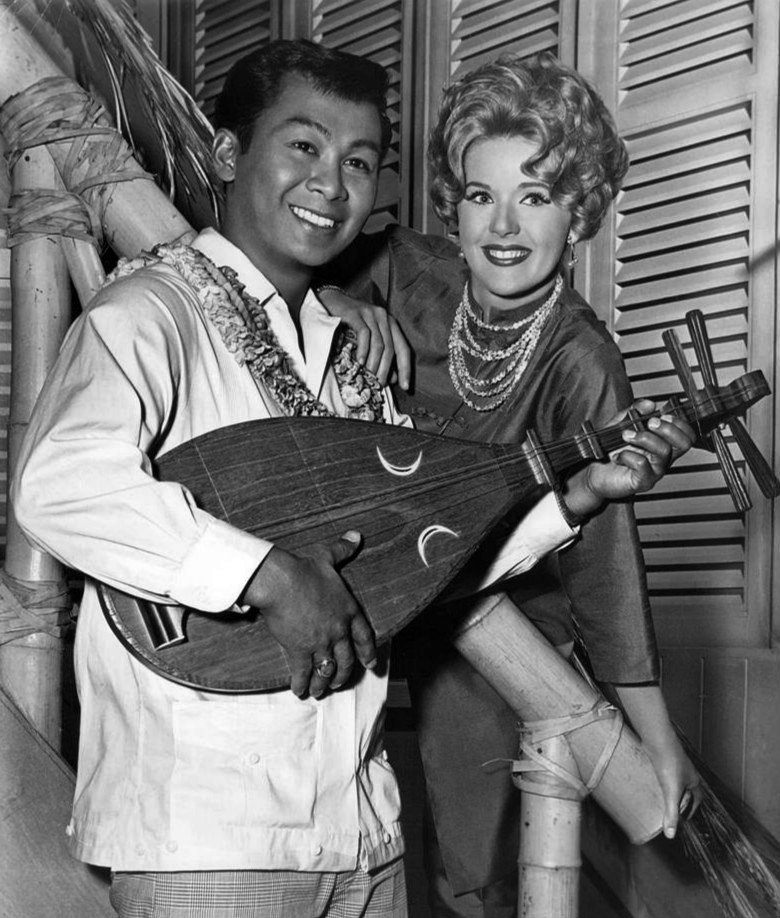
Kazuo Kim (Poncie Ponce) e Cricket Blake (Connie Stevens).

La serie fu prodotta da Warner Bros. Television e girata negli studios della Warner Brothers a Burbank in California. Il titolo di lavorazione fu Diamond Head.
Hawaiian Eye è stata una delle serie poliziesche frutto della collaborazione tra la ABC e la Warner Brothers Television dell'epoca. Tra queste vi sono 77 Sunset Strip, Bourbon Street Beat e Surfside 6. Tutte erano girate negli studios della Warner Brothers a Los Angeles. Anche se le serie non sono spin-off in senso tradizionale, 77 Sunset Strip fu la prima in questa catena di serie poliziesche ambientate in località atipiche per le produzioni televisive del periodo. Hawaiian Eye durò quattro stagioni.

### Registi
Tra i registi della serie sono accreditati:
- Edward Dein (11 episodi, 1959-1962)
- Alvin Ganzer (6 episodi, 1960)
- Paul Landres (6 episodi, 1961-1962)
- André De Toth (4 episodi, 1959-1960)
- Charles F. Haas (4 episodi, 1959-1960)
- Paul Stewart (4 episodi, 1959-1960)
- Jesse Hibbs (3 episodi, 1960)
- Mark Sandrich Jr. (3 episodi, 1960)
- Robert B. Sinclair (3 episodi, 1960)
- Robert Sparr (3 episodi, 1961-1963)
- Charles R. Rondeau (3 episodi, 1961-1962)
- Howard W. Koch (2 episodi, 1959)
- Leslie H. Martinson (2 episodi, 1960-1961)
- Robert Douglas (2 episodi, 1961-1962)
- Irving J. Moore (2 episodi, 1962-1963)

## Distribuzione
La serie fu trasmessa negli Stati Uniti dal 1959 al 1963 sulla rete televisiva ABC.
Alcune delle uscite internazionali sono state:
- negli Stati Uniti il 7 ottobre 1959 (Hawaiian Eye)
- nel Regno Unito il 31 dicembre 1960
- in Argentina (Intriga en Hawai)

## Episodi
| Stagione         | Episodi | Prima TV USA |
| ---------------- | ------- | ------------ |
| Prima stagione   | 33      | 1959-1960    |
| Seconda stagione | 38      | 1960-1961    |
| Terza stagione   | 39      | 1961-1962    |
| Quarta stagione  | 24      | 1962-1963    |